# Municipio de Logan (condado de Pawnee)
El municipio de Logan (en inglés, Logan Township) es un municipio del condado de Pawnee, Kansas, Estados Unidos. Tiene una población estimada, a mediados de 2023, de 36 habitantes.

## Geografía
Está ubicado en las coordenadas 38°08′18″N 98°57′30″O / 38.13833, -98.95833 (38.138303, -98.958467). Según la Oficina del Censo, tiene una superficie total de 92.86 km², de los cuales 92.79 km² corresponden a tierra firme y 0.07 km² están cubiertos de agua.

## Demografía
Según el censo de 2020, en ese momento había 45 personas residiendo en la zona. La densidad de población era de 0.48 hab./km². El 75.56 % de los habitantes eran blancos, el 4.44 % eran amerindios y el 20.00% eran de una mezcla de razas. Del total de la población el 11.11 % eran hispanos o latinos de cualquier raza.